# Кеваскум (містечко, Вісконсин)
Кеваскум (англ. Kewaskum) — місто (англ. town) в США, в окрузі Вашингтон штату Вісконсин. Населення — 1118 осіб (2020).

## Демографія
Згідно з переписом 2010 року, у місті мешкали 1053 особи в 401 домогосподарстві у складі 310 родин. Було 424 помешкання
Расовий склад населення:
| - 98,3 % — білих - 0,9 % — азіатів - 0,3 % — корінних американців - 0,1 % — чорних або афроамериканців |

До двох чи більше рас належало 0,5 %. Частка іспаномовних становила 0,0 % від усіх жителів.
За віковим діапазоном населення розподілялося таким чином: 23,6 % — особи молодші 18 років, 63,1 % — особи у віці 18—64 років, 13,3 % — особи у віці 65 років та старші. Медіана віку мешканця становила 44,1 року. На 100 осіб жіночої статі у місті припадало 100,6 чоловіків;  на 100 жінок у віці від 18 років та старших — 102,0 чоловіків також старших 18 років.
Середній дохід на одне домашнє господарство  становив 92 086 доларів США (медіана — 68 194), а середній дохід на одну сім'ю — 102 776 доларів (медіана — 73 438). Медіана доходів становила 55 188 доларів для чоловіків та 40 000 доларів для жінок. За межею бідності перебувало 3,6 % осіб, у тому числі 2,5 % дітей у віці до 18 років та 5,5 % осіб у віці 65 років та старших.
Цивільне працевлаштоване населення становило 663 особи. Основні галузі зайнятості: виробництво — 25,2 %, освіта, охорона здоров'я та соціальна допомога — 13,9 %, роздрібна торгівля — 11,9 %.